# Otmar Szafnauer

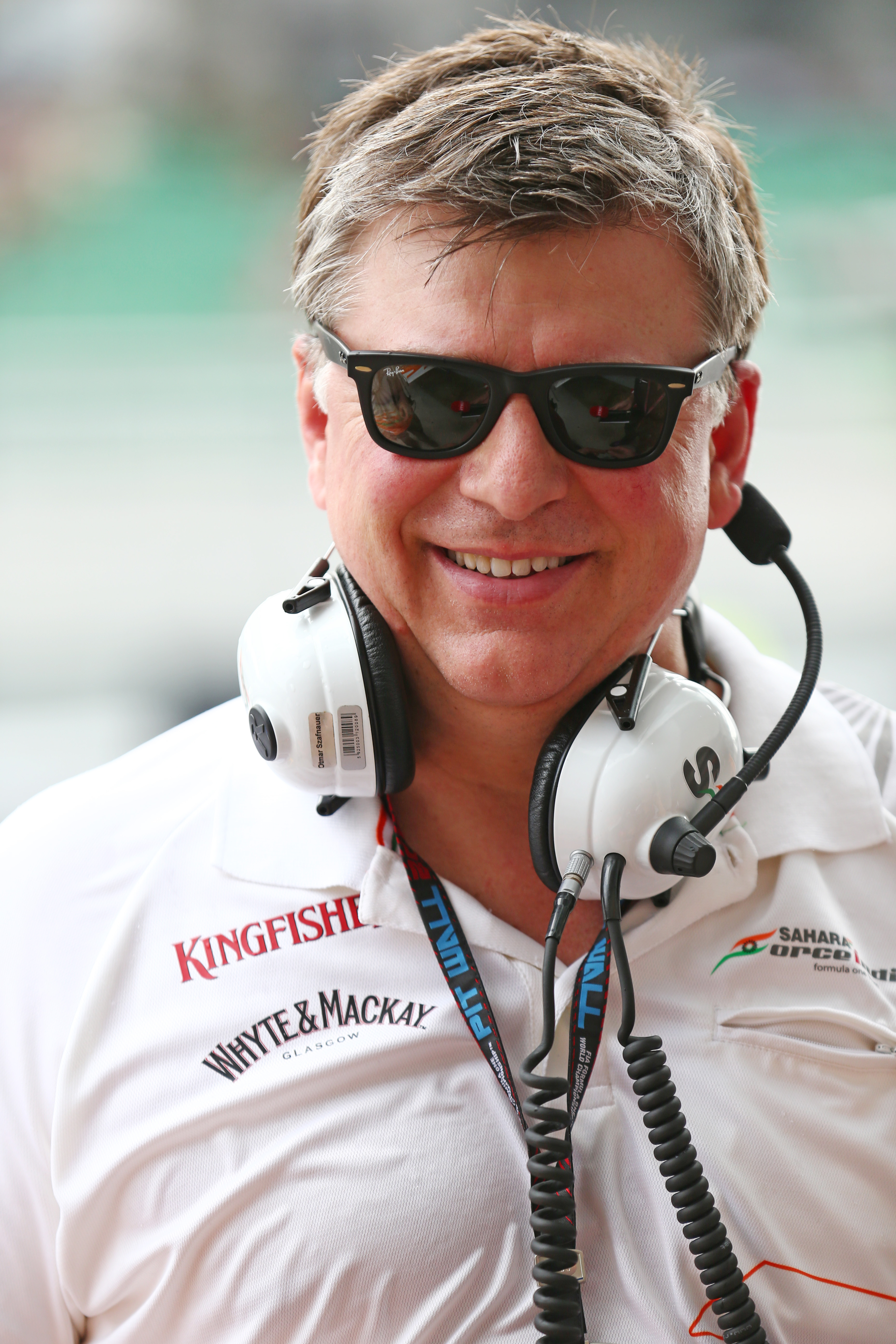
Otmar Szafnauer (2013)

Otmar Szafnauer (* 13. August 1964 in Semlac, Rumänien) ist ein rumänisch-US-amerikanischer Ingenieur und ehemaliger Teamchef des Formel-1-Rennstalls BWT Alpine F1 Team.

## Leben
Szafnauer wurde in Rumänien als Sohn eines US-Amerikaners deutscher Abstammung und einer Rumänin geboren. Im Alter von sieben Jahren zog die Familie nach Detroit im US-Bundesstaat Michigan um. Er erhielt den Bachelor of Science in Elektrotechnik an der Wayne State University in Detroit und anschließend den Bachelor in Wirtschaft und Finanzen der University of Detroit.

## Karriere
1986 trat Szafnauer in die Ford Motor Company ein und wurde zum Programm-Manager für Ford in den USA ernannt. Während seiner Tätigkeit für Ford besuchte er die Jim Russell Racing Driver School und begann 1991 mit dem Rennsport in der Formel Ford. Er verließ Ford 1998, um als Leitender Direktor bei British American Racing in der Formel-1-Weltmeisterschaft zu arbeiten. Nach erfolglosen Gesprächen mit Jaguar Racing wurde er von Honda nach der Rückkehr in die Formel 1 im Jahr 2001 eingestellt und stieg zum Vize-Präsidenten von Honda Racing Developments und zum Mitglied der Geschäftsleitung des Honda F1-Teams auf. Nachdem er Honda 2008 verlassen hatte, gründete er Soft Pauer. Das Unternehmen veröffentlichte im Juni 2009 die offizielle App Formel 1 Timing und Track Positioning für das iPhone.
Szafnauer kam im Oktober 2009 zu Force India, anschließend zeigte das Team einen konstanten Aufwärtstrend. Nachdem der Rennstall 2010 den siebten Platz in der Konstrukteursweltmeisterschaft belegt hatte, steigerte er sich 2011, 2013 und 2014 auf den sechsten Platz. Im Jahr 2015 erreichte das Team den fünften und 2016 und 2017 den vierten Platz. Szafnauers Bemühungen spielten auch eine entscheidende Rolle bei der Sicherung einer langfristigen Vereinbarung über den Einsatz des Mercedes-Antriebsstrangs ab 2014.
Nach der Insolvenz von Force India im Sommer 2018 wurde Szafnauer Teamchef von Racing Point Force India, dem Unternehmen, das das Material und das Personal von Force India übernommen hatte. 2021 wurde das Team zum Aston Martin F1 Team. Am 5. Januar 2022 gab das Team bekannt, dass Szafnauer den Rennstall verlassen werde. Am 17. Februar wurde bekannt gegeben, dass er das Amt des Teamchefs bei Alpine übernehmen werde.
Am 28. Juli 2023 gab Alpine bekannt, dass der Rennstall und Szafnauer getrennte Wege gehen werden.

## Auszeichnungen und Anerkennungen
Im Jahr 2013 wurde Szafnauer als Anerkennung für seine Erfolge im Rennsport in den letzten zwanzig Jahren in die USF2000 Hall of Fame aufgenommen.